# استیت‌روم
استیت‌روم نام رمز برنامه فوق محرمانه برنامه گردآوری شنود الکترونیک است که رهگیری ارتباطات بی‌سیم‌های بین‌المللی، مخابرات، و ترافیک اینترنت را انجام می‌دهد. این برنامه از طریق سفارت کشورهای عضو توافق یوکوسا و اشلون یعنی ایالات متحده آمریکا، بریتانیا، استرالیا، نیوزیلند، و کانادا انجام می‌شود. وجود استیت‌روم، نخستین بار در اکتبر ۲۰۱۳ توسط کارمند پیشین آژانس امنیت ملی، ادوارد اسنودن آشکار شد.
عملیات استیت‌روم در نزدیک به ۱۰۰ سفارت و کنسولگری آمریکا در سراسر جهان توسط بخش سرویس گردآوری ویژه انجام می‌شود که بخش مشترکی بین آژانس اطلاعات مرکزی (سیا) و آژانس امنیت ملی است.
بر پایه اسناد افشا شده بدست ادوارد اسنودن، ماموریت واقعی کارمندان بخش استیت‌روم اصولاً برای دیگر دیپلمات‌ها و جاهایی که کار می‌کنند آشکار نشده است.

کشورهای عضو توافق یوکوسا: استرالیا، کانادا، نیوزیلند، بریتانیا، و ایالات متحده آمریکا که به فایو آیز نیز شناخته می‌شوند.

## اعضا
موقعیت مکانی و وضعیت سایت‌های شنود بخش سرویس گردآوری ویژه در ۱۳ اوت ۲۰۱۰ به گونه زیر بوده است:

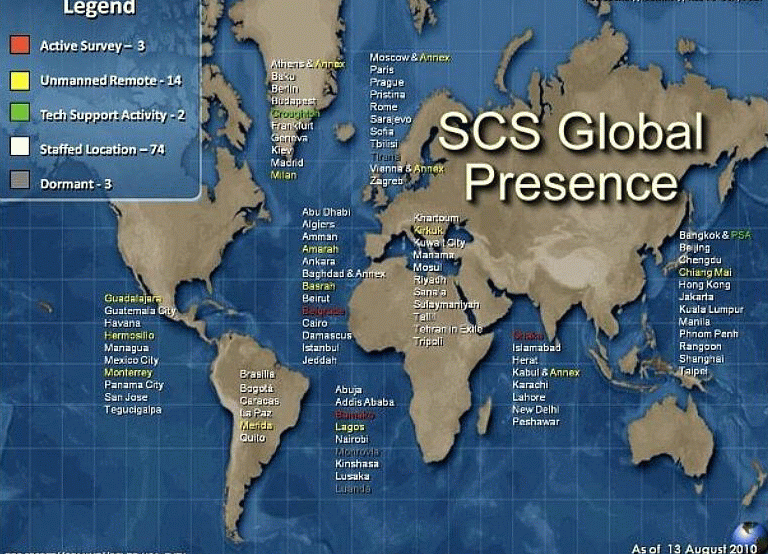
موقعیت مکانی و وضعیت سایت‌های شنود بخش سرویس گردآوری ویژه در ۱۳ اوت ۲۰۱۰

 استرالیا: اداره سیگنال‌های استرالیا
 کانادا: تشکیلات امنیت ارتباطات
 بریتانیا: ستاد ارتباطات دولت
 ایالات متحده آمریکا: سرویس گردآوری ویژه
 نیوزیلند: دفتر امنیت ارتباطات حکومت

## عملیات

### استرالیا
گردآوری اطلاعات شنود الکترونیک توسط سفارت‌های استرالیا در پایتخت‌های آسیای خاوری و آسیای جنوب خاوری: بانکوک (تایلند)، پکن (چین)، دیلی (تیمور شرقی)، هانوی (ویتنام)، جاکارتا (اندونزی)، کوالا لامپور (مالزی)، و پورت مورزبی (پاپوآ گینه نو)

### کانادا
در دهه ۱۹۸۰ (میلادی) تشکیلات امنیت ارتباطات کانادا بررسی‌هایی را برای گزینش سفارت‌های مناسب کانادا برای نصب دستگاه‌های نظارتی انجام داد.

### نیوزیلند
در ۱۵ مارس ۲۰۱۵ دفتر امنیت ارتباطات دولت، یک مرکز پنهانی شنود با نام رمز «کاپریکا» در سفارت نیوزیلند در هونیارا پایتخت جزایر سلیمان داشت. بر پایه گزارش‌ها پایگاه کاپریکا از روی پایگاه‌های استیت‌روم آژانس امنیت ملی در سفارت‌های جهان نمونه‌برداری شده است.

### بریتانیا
در سال ۲۰۱۳ (میلادی) سفارت بریتانیا در برلین آلمان، مرکز نظارت پنهانی بود.
بریتانیا این داده گردآوری شده را در آغاز به یک ایستگاه تقویتی در پایگاه نیروی هوایی سلطنتی کراوتون در نورث‌همپتون‌شر، انگلستان، بریتانیا و سپس به مرکز داده‌ای که مشترکاً با آژانس اطلاعات مرکزی (سیا) و آژانس امنیت ملی در کالیج پارک، مریلند اداره می‌شود، می‌فرستد.

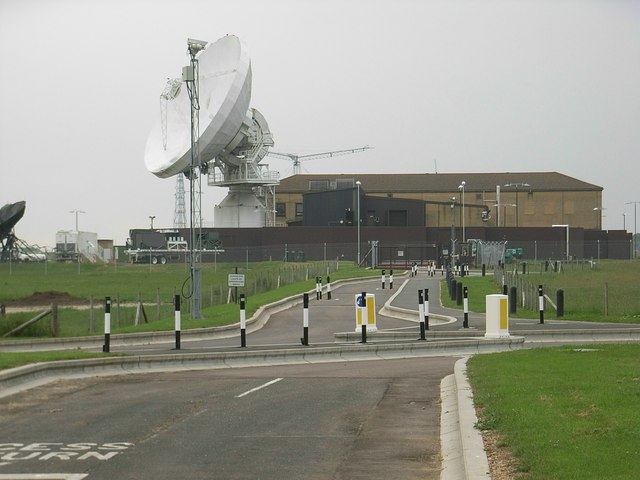
پایگاه نیروی هوایی سلطنتی کراوتون در نورث‌همپتون‌شر، انگلستان، بریتانیا

### آمریکا
سرویس گردآوری ویژه، بخشی از برنامه استیت‌روم است. سرویس گردآوری ویژه، بخشی است که به صورت مشترک با آژانس اطلاعات مرکزی (سیا) و آژانس امنیت ملی اجرا می‌شود. در ۲۳ نوامبر ۲۰۱۳ روزنامه هلندی ان‌آرسی هندلسبلد یک پرونده معرفی پاورپوینت آژانس امنیت ملی را منتشر کرد که مکان‌های شنود سرویس گردآوری ویژه آمریکا در دفترهای دیپلماتیک این کشور در جهان را نشان می‌داد. این دفترها آتن (یونان)، بانکوک (تایلند)، برلین و فرانکفورت (آلمان)، برازیلیا (برزیل)، بوداپست (مجارستان)، ژنو (سوئیس)، لاگوس (نیجریه)، رم و میلان (ایتالیا)، دهلی (هند)، پاریس (فرانسه)، پراگ (جمهوری چک)، وین (اتریش)، زاگرب (کرواسی)، باکو (جمهوری آذربایجان)، کی‌یف (اوکراین)، مادرید (اسپانیا)، مسکو (روسیه)، پریشتینا (کوزوو)، سارایوو (بوسنی و هرزگوین)، تفلیس (گرجستان)، و تیرانا (آلبانی) هستند.
در اکتبر ۲۰۱۳ گزارش‌های ادوارد اسنودن نشان دادند که سرویس گردآوری ویژه، به همراه شنود و ضبط نظام‌مند ارتباطات مخابراتی شماری زیادی از مقام‌ها و شهروندان اروپا و آمریکای جنوبی تلفن همراه شخصی صدر اعظم آلمان، آنگلا مرکل را برای بیش از ۱۰ سال شنود می‌کرده است.
اندازه فیزیکی این سایت‌ها کوچک، شمار کارکنان آنها کم، و ماموریت اصلی آنها برای دیپلمات‌ها و جاهایی که در آن کار می‌کنند نامعلوم است.— گزیده‌ای از راهنمای کارشناس استیت‌روم در آژانس امنیت ملی

## واکنش‌ها

### نیوزیلند
دمین راجرز مشاور ارشد پیشین دفتر امنیت ارتباطات دولت نیوزیلند گفت که از شنیدن نام رمز "استیت‌روم" در رسانه‌ها و سایت‌هایی که دستگاه‌های آن قرار دارند شگفت‌زده شده است. زیرا چنین افشاگری‌هایی باعث "نگرانی" رئیسان سازمان‌های اطلاعاتی پنج کشور عضو توافق یوکوسا می‌شود. نیکی هگر، روزنامه‌نگار تحقیقی نیوزیلندی که سامانه نظارتی اشلون را فاش کرد تایید کرد که چنین عملیات نظارتی بزرگی، برای مدت طولانی توسط سازمان‌های اطلاعاتی پنج کشور عضو فایو آیز انجام می‌شده است.

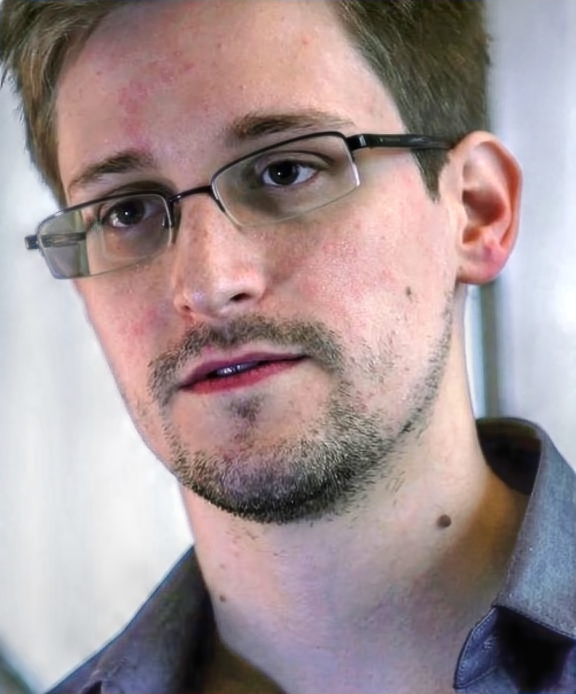
اتحاد فایو آیز پس از جنگ جهانی دوم پدید آمد تا کشورهای آنگلوسفر که قدرت برتر را در دست دارند بتوانند در هزینه‌ها و همرسانی اطلاعات با یکدیگر همکاری کنند. ...نتیجه این جنگ، پس از چند دهه، پیدایش یک سازمان اطلاعاتی فرا ملی است که حتی به دولت‌های کشورهای خود نیز پاسخگو نیستند. —ادوارد اسنودن

### استرالیا
سخنگوی وزارت امور خارجه و تجارت استرالیا گفت: "این کار دیرینه دولت‌های استرالیا است که درباره مسائل اطلاعاتی چیزی نگویند." نخست‌وزیر آن هنگام استرالیا تونی ابوت به گزارشگران گفت که "هر سازمان دولتی استرالیا، و هر مقام رسمی استرالیا در داخل یا خارج از این کشور بر پایه قانون کار می‌کند. من این اطمینان را به مردم استرالیا و کشورهای دیگر می‌دهم."

### کانادا
نمایندگان دولت کانادا در تشکیلات امنیت ارتباطات از اشاره مستقیم به افشاگری‌ها خودداری کردند. سخنگوی وزیر دفاع کانادا راب نیکلسون نیز چنین کرد.

### چین
هوآ چونیینگ سخنگوی وزارت امور خارجه چین، واکنش خشمگینانه‌ای به برنامه استیت‌روم نشان داده و از نهادها و کارمندان خارجی در چین خواست که "کاملاً" پیرو قرارداد وین درباره روابط سیاسی، کنوانسیون وین درباره روابط کنسولی، و دیگر پیمان‌های بین‌المللی باشند.

### آلمان
وزیر امور خارجه آن هنگام آلمان گیدو وستروله، سفیر بریتانیا در آلمان، سایمون مک‌دونالد را احضار کرد تا درباره مراکز شنود بریتانیا در برلین توضیح دهد.

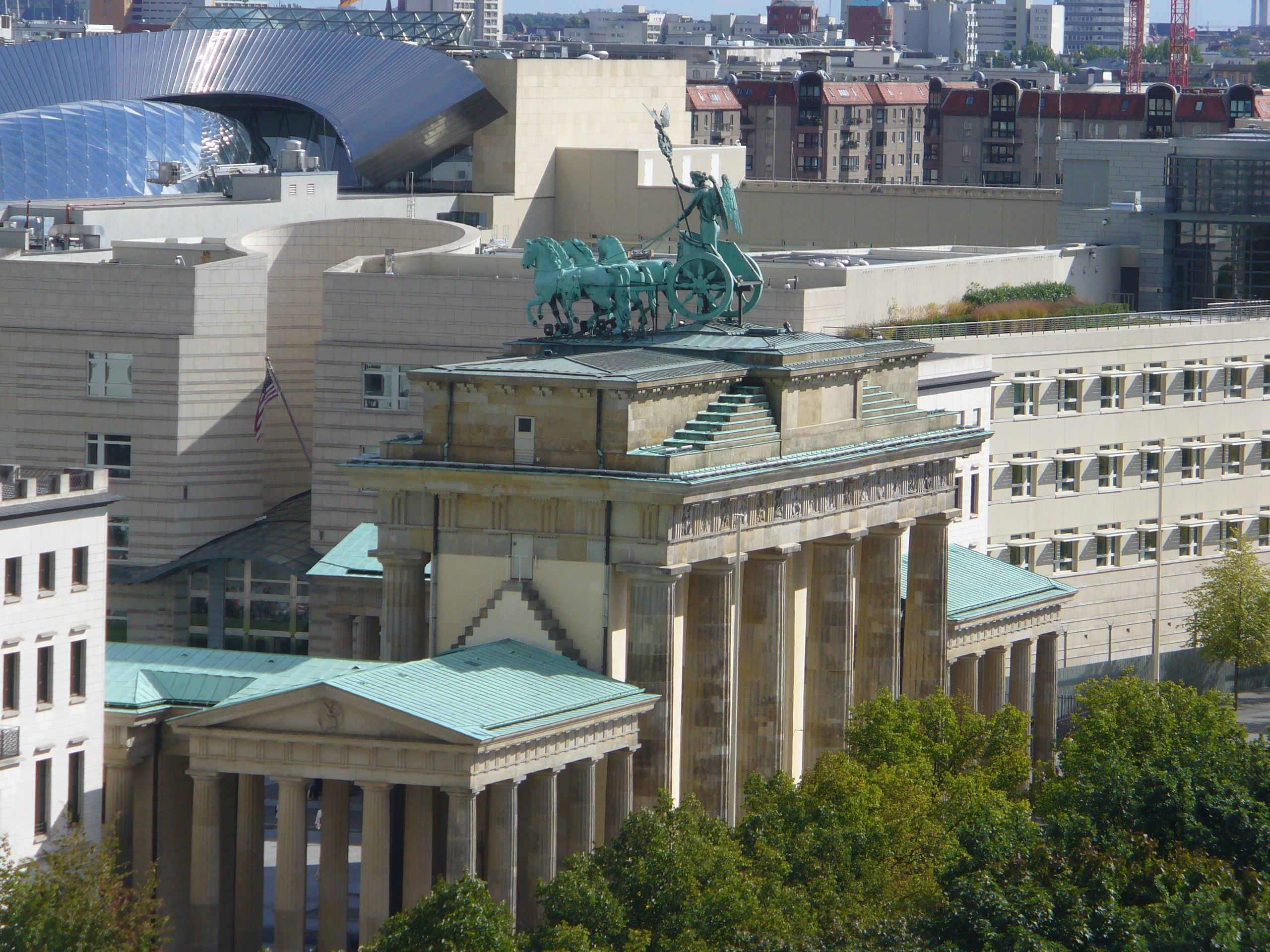
نگاهی از پشت بام ساختمان رایشس‌تاگ که جایگاه بوندستاگ (مجلس آلمان) است به مرکز شهر برلین. در پشت آن، دروازه براندنبورگ و سفارت آمریکا در برلین را می‌توان دید. به نظر می‌آید سازه خاکستری رنگ روی ساختمان سفارت (بالا سمت چپ نگاره) پوشش روی تجهیزات نظارتی باشد که احتمالاً برای شنود تلفن‌های همراه استفاده می‌شوند.

### اندونزی
وزیر امور خارجه آن هنگام اندونزی مارتی ناتالگاوا به برنامه‌های نظارتی اعتراض کرد و به رسانه‌ها گفت: "چنین کاری، نه‌تنها زیر پا گذاشتن امنیت است بلکه نقض جدی اخلاق و هنجارهای دیپلماتیک است و قطعاً با روح روابط دوستانه بین کشورها سازگاری ندارد."

### مالزی
وزیر کشور مالزی احمد زاهد حمیدی گفت: "افشاگری‌های اسنودن موضوع حساسی است زیرا کشورهای زیادی را در بر می‌گیرد."

### جزایر سلیمان
رئیس کارکنان دولت جزایر سلیمان رابرت ایگورا گفت که کارهای دولت نیوزیلند، چهره این کشور را به عنوان "کشور دوست" در میان کشورهای جنوب اقیانوس آرام از بین برده است. او افزود که ارتباطات درونی حکومت جزایر سلیمان، اطلاعات بسیار محرمانه و قانوناً متعلق به جزایر سلیمان است. رابرت ایگورا مقام‌های رسمی نیوزیلند را به رفتار قلدرمآبانه در گفتگوهای تجاری متهم کرد و ادعا کرد که نیوزیلند اطلاعات تایوان را در برابر پول به چین داده‌است.

### تایلند
مشاور امنیت ملی تایلند تاکید کرد که بر پایه قانون اساسی تایلند چنین شیوه‌های نظارتی، کاری بزهکارانه انگاشته می‌شوند.

## نگارخانه

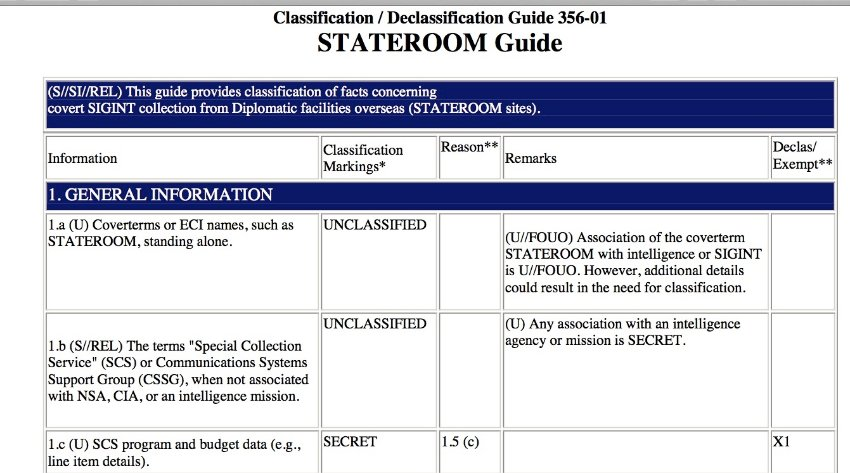
راهنمای استیت‌روم در اسناد ادوارد اسنودن
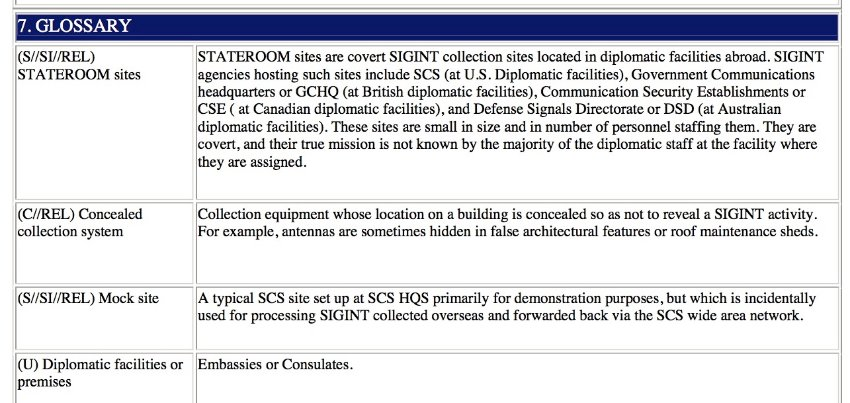
واژگان مربوط به گزارهای استیت‌روم
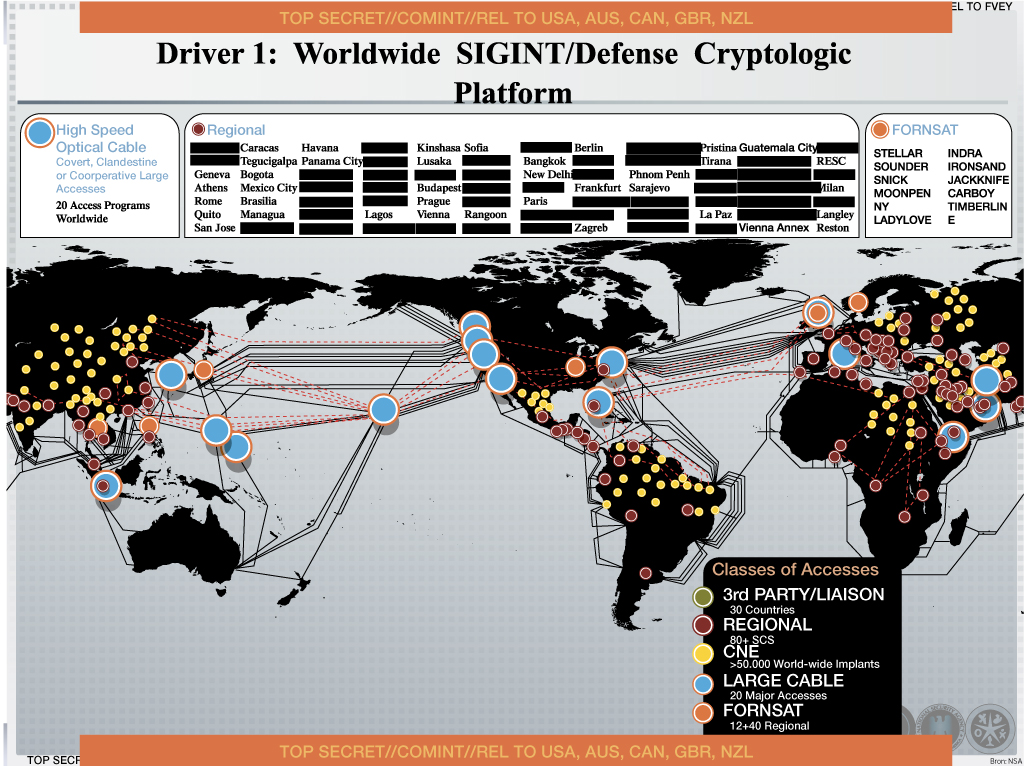
در ۲۳ نوامبر ۲۰۱۳ روزنامه هلندی ان‌آرسی هندلسبلد یک پرونده معرفی مایکروسافت پاورپوینت آژانس امنیت ملی را از اسناد افشا شده بدست ادوارد اسنودن منتشر کرد که به همراه دیگر اسناد، مکان‌های شنود سرویس گردآوری ویژه آمریکا در جهان را نشان می‌داد.
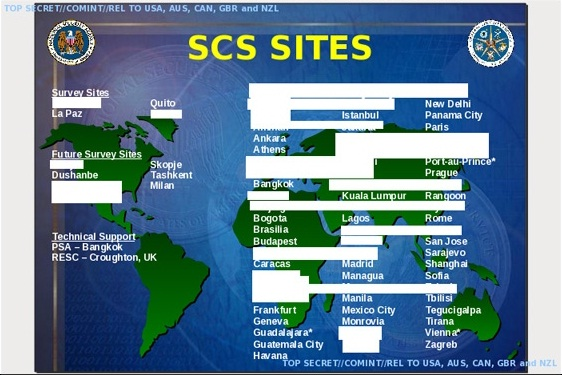
جاهایی که سرویس گردآوری ویژه ایالات متحده آمریکا از سال ۲۰۰۴ (میلادی) تاکنون کار شنود انجام می‌داده است.